# Animalisering

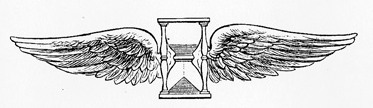
'De tijd vliegt', een voorbeeld van animalisering

Een animalisering of animalisatie is een stijlfiguur waarbij een niet-levend iets wordt voorgesteld als iets levends.
Wanneer de voorstelling een mens betreft, wordt gesproken van personificatie.

## Voorbeelden
- De tijd vliegt.
- De zee heeft genomen, de zee heeft gegeven.
- Het huis ademde een en al rust uit.